# 월칭 마틸다
월칭 마틸다(영어: Waltzing matilda)는 오스트레일리아의 민요로, 오스트레일리아에서는 비공식적으로 국가로까지 대우받는 악곡이다.